# Auguste Ferron de La Ferronnays
Pour les autres membres de la famille, voir Famille de La Ferronnays.
Pierre-Louis-Auguste Ferron, comte de La Ferronnays, né le 4 décembre 1777 à Saint-Malo et mort le 17 janvier 1842 à Rome, est un général, diplomate et homme politique français, ministre français des Affaires étrangères du 4 janvier 1828 au 24 avril 1829.

## Biographie
Pierre-Louis-Auguste Ferron de La Ferronnays est le fils du comte Emmanuel Henri Eugène de La Ferronnays, maréchal de camp de cavalerie, et de Marie Anne Perrine Adélaïde Fournier de Bellevue, et le neveu de Jules-Basile Ferron de La Ferronnays. 
Né à Saint-Malo, quelques années après Chateaubriand, il participe, comme lui, à la campagne de l'armée des émigrés (Armée de Condé) en 1792, puis émigre en Angleterre où il entre au service du duc de Berry, comme officier d'ordonnance puis aide de camp. 
La comtesse de Boigne témoigne de son amitié sincère et franche avec le duc de Berry dont il tentait de modérer les excès jusqu’à leur rupture violente et soudaine après qu’il ait tenté de défendre sa belle-mère , Madame de Montsoreau, qui, nommée nourrice de Louise-Elisabeth d’Artois. la fille du duc morte le lendemain de sa naissance, avait tenté de récupérer la layette offerte par le Roi. 
Il passe ensuite au service de la Suède, avant de revenir à Londres auprès du duc de Berry, avec lequel il débarque à Cherbourg en 1814.
À la Restauration, il est nommé maréchal de camp en 1814, puis pair de France héréditaire par ordonnance du 17 août 1815. Une autre ordonnance du 31 août 1817 le fait comte-pair héréditaire. Il devient ensuite diplomate.
Il occupe plusieurs ambassades dont celle du Danemark (1817) puis celle de Saint-Pétersbourg (1819), avant de devenir ministre des Affaires étrangères dans le ministère Martignac le 4 janvier 1828. 
Il prend une attitude ferme en faveur de l'indépendance de la Grèce en soutenant l'expédition de Morée, mais il doit résigner son poste le 24 avril 1829 en faveur du duc de Montmorency, à la suite d'une attaque d'angine de poitrine.
Durant ces mêmes années, il entretient une correspondance amicale avec Chateaubriand, que ce dernier évoque brièvement dans ses Mémoires d'outre-tombe.
Il est promu lieutenant-général en 1828 et nommé ambassadeur près le Saint-Siège, à Rome en février 1830.
Il refuse de prêter serment à Louis-Philippe et se démet de ses fonctions en août 1830. 
En 1832, il s'offre comme otage à la duchesse de Berry, enfermée à Blaye.

### Vie familiale

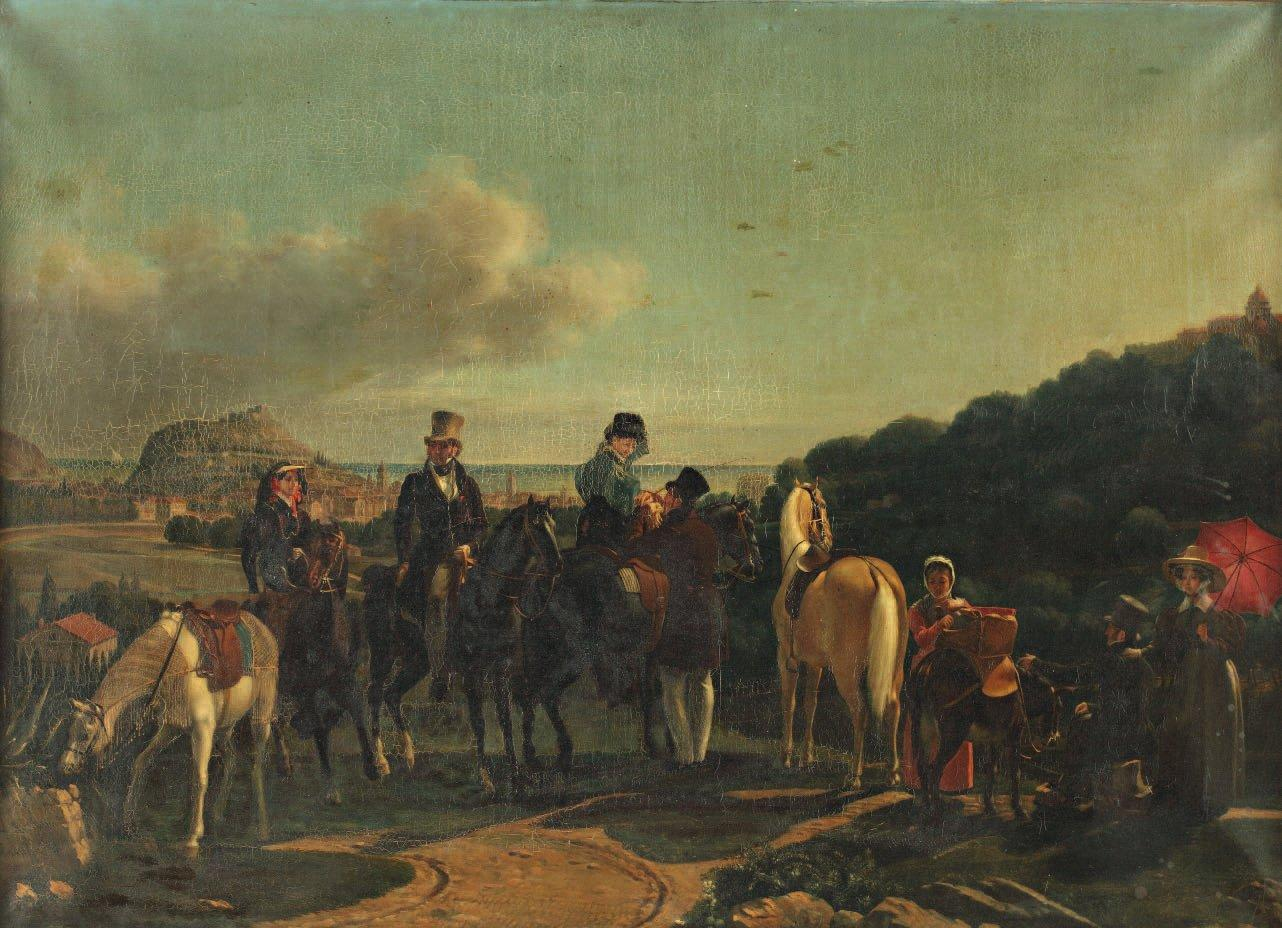
La famille du comte de la Ferronnays aux environs de Nice.

Auguste de La Ferronnays épouse le 23 février 1802 à Klagenfurt, Albertine Louise Marie Charlotte du Bouchet de Sourches de Montsoreau (° 25 octobre 1782 - Marly-la-Ville † 15 novembre 1848 - Baden-Baden), fille de Yves Marie de Bouchet de Sourches, chevalier, comte de Montsoreau, colonel en second du régiment royal des Cravattes et de Marie Charlotte Françoise Lallemant de Nantouillet. 
Elle était la petite-fille, du côté paternel, de Louis II du Bouchet de Sourches et, du côté maternel, de Marie Charles François Xavier Lallemant de Nantouillet. il en eut pour enfants :
- Charles Marie Auguste Ferron de La Ferronnays (Brunswick, 2 juin 1805 - château de Dangu, 6 juillet 1863), conseiller général de l’Oise, puis député du Gers et maire de Boury-en-Vexin pendant 12 ans, marié à Paris le 3 janvier 1829 avec Emma Lagrange (Paris, 1810 † Paris, 15 février 1876), fille du comte Joseph Lagrange, dont postérité ;
- Pauline Armande Aglaé Ferron de La Ferronnays (Londres, 12 avril 1808 † Paris, 1er avril 1891), mariée le 28 avril 1834 dans la chapelle du palais Acton à Naples avec Augustus Craven (Londres, 14 février 1804 ou 1806  - † Monabri près Lausanne, 4 octobre 1884), écrivain. Ce dernier traduisit en français la Correspondance de lord Palmerston (1878) et publia une étude biographique sur le Prince Albert, époux de la reine Victoria (1883). Ils n'eurent pas d'enfants.
- Albert Marie Ferron de La Ferronnays (Londres, 21 janvier 1812 - † Paris, 28 juin 1836), marié le 17 avril 1834 à Rome avec Alexandrine Marie Alopaeus (en) (Saint Petersbourg, 15 octobre 1808 - † Paris, 9 février 1848), fille du comte David Alopaeus (en), ambassadeur de la cour de Prusse en France sous Napoléon Ier. Celle-ci est inhumée près de son époux dans une enceinte contiguë au cimetière de la commune de Boury-en-Vexin qui est affectée à la sépulture de la famille de la Ferronnays depuis sa construction en 1837. Albert y fut le premier inhumé le 14 octobre 1837. Au milieu de cette enceinte, s'élève une croix en marbre. Le piédestal en pierre de celle-ci porte l'inscription : "Jeanne de Wenkstern, comtesse d'Alopeus, princesse Lapoukhyn, a élevé cette croix à la mémoire d'Alexandrine, sa fille unique et bien-aimée". En effet, Jeanne de Wenkstern, devenue veuve en 1831 du comte d'Alopeus, se remaria en 1834 au prince Lapoukhyn. La beauté de ses traits l'avait rendue célèbre. Ils n'eurent pas d'enfants.

- Eugénie Marie Ferron de La Ferronnays (Londres, 25 juillet 1813 - † Palerme, 8 avril 1842), mariée à Boury en Vexin en 1838 avec Adrien de Mun, mère du député du Morbihan, de l'économiste et de l'orateur, Albert de Mun (° 1841 - Lumigny). Son mariage célébré par Mgr Gallard, évêque de Meaux, pair de France. Sa dépouille mortelle reposa dans le cimetière de Lumigny.

- Fernand Ferron de La Ferronnays (Londres, 20 août 1814 - † château de Frohsdorf, 21 décembre 1866), ami fidèle et dévoué du comte de Chambord aux côtés duquel il mourut lors d'une chasse à Frohsdorf. Il épouse en 1841 Lucie Gibert (1819-1906), sœur de la comtesse Casimir de La Roche-Aymon et dame d'honneur de la comtesse de Chambord ; elle écrit ses mémoires (Mémoires de Mme de La Ferronnays, publiés en 1899 par l'éditeur Paul Ollendorff). Dont uniquement un fils, Henri Marie Auguste Ferron de la Ferronnays, député de la Loire-Inférieure.
- Albertine Ferron de La Ferronnays, (morte à ablon le 17 septembre 1894), mariée le 4 juillet 1850 avec César, comte de La Panouse, inspecteur général aux chemins de fer d'Orléans, officier de la légion d'honneur (1805-1885), sans postérité ;
- Marie Hélène Olga Ferron de La Ferronnays (Saint-Petersbourg, 20 septembre 1820 ou 1822 - † Bruxelles,10 février 1843). Elle fut inhumée le 15 février 1843 à Boury-en-Vexin.

D'une liaison avec Lady Marie Anne Acton, veuve de John Acton (6e baronnet), il eut un fils : Théobald Burnell (1815-1896), aide de camp de Philippe comte de Flandre, frère du roi des Belges Léopold II.
Il acheta en 1835 le château de Boury-en-Vexin.
Il est le parrain de la comtesse d'Issoudun, fille du duc de Berry et d'Amy Brown. Son épouse sera quant à elle la marraine de la comtesse de Vierzon.
Sa dépouille mortelle repose à Rome dans la chapelle de la Sainte-Vierge de l'église de Saint-André.

## Sources
- « Ferronnays (Auguste-Pierre-Marie Ferron, comte de La) », dans Adolphe Robert et Gaston Cougny, Dictionnaire des parlementaires français, Edgar Bourloton, 1889-1891 [détail de l’édition]
- Épigraphie du canton de Chaumont-en-Vexin par L. Régnier et J. Le Bret, 1896.
- En émigration - Souvenirs tirés des papiers du Cte A. de La Ferronnays (1777-1814), par le Mis Costa de Beauregard, de l'Académie Française, 1901, Paris, Librairie Plon, III-428 p..